# Онарга (Илиноис)
Онарга (енгл. Onarga) град је у америчкој савезној држави Илиноис.

## Демографија
По попису из 2010. године број становника је 1.368, што је 70 (-4,9%) становника мање него 2000. године.
| Група             | 2000.       | 2010.       |
| Белци             | 879 (61,1%) | 783 (57,2%) |
| Афроамериканци    | 32 (2,2%)   | 21 (1,5%)   |
| Азијати           | 3 (0,2%)    | 2 (0,1%)    |
| Хиспаноамериканци | 507 (35,3%) | 543 (39,7%) |
| Укупно            | 1.438       | 1.368       |